# Гельман, Владимир Яковлевич
Влади́мир Я́ковлевич Ге́льман (род. 6 октября 1965, Ленинград) — российский политолог. Кандидат политических наук, профессор Европейского университета в Санкт-Петербурге и университета Хельсинки.
Один из самых известных российских политологов.
С 2012 года — заслуженный профессор Финляндии (Finland Distinguished Professor) в университете Хельсинки, руководитель исследовательского направления «Авторитарное рыночное общество как вызов» в Центре исследований России при Александровском институте Хельсинкского университета (Финляндия). В качестве приглашенного преподавателя читал лекции в Центрально-Европейском университете, Техасском университете в Остине, Российской экономической школе, университете штата Пенсильвания.

## Биография
Окончил Ленинградский политехнический институт им. М. И. Калинина по специальности «инженер-механик» в 1988 году. Кандидат политических наук (Санкт-Петербургский государственный университет, 1998 год), тема диссертации — «Трансформация политического режима и демократическая оппозиция в посткоммунистической России: анализ современных транзитологических концепций».
С сентября 1988 года являлся участником демократического движения Ленинграда. Входил в штаб Юрия Болдырева на выборах народных депутатов СССР 1989 года. В 1989—1990 годах был членом Ленинградской городской избирательной комиссии по выборам народных депутатов РСФСР и депутатов Ленсовета в марте 1990 года. Также был на тех выборах одним из координаторов неформального блока «Демократические выборы—90».
- 1989—1990 — Ленинградская городская избирательная комиссия по выборам депутатов Ленинградского городского Совета 21 созыва (член комиссии)
- 1990—1998 — Санкт-Петербургский филиал Института Социологии РАН, научный сотрудник
- 1990—1991 — Ленинградский городской Совет народных депутатов (эксперт)
- 1992—1993 — Представительство Президента Российской Федерации в Санкт-Петербурге, консультант по информационной и аналитической работе
- 1993—1996 — Институт гуманитарно-политических исследований, заместитель директора
- 1994—1997 — фракция ЯБЛОКО Государственной Думы Федерального Собрания Российской Федерации, эксперт
- 1995—1998 — Центральная избирательная комиссия Российской Федерации, член комиссии с правом совещательного голоса
- 1996—2005 — Европейский университет в Санкт-Петербурге, факультет политических наук и социологии, доцент
- 2005—2023 — Европейский университет в Санкт-Петербурге, факультет политических наук и социологии, профессор
- 2012—2022 — Северо-Западный институт управления Российской академии народного хозяйства и государственной службы, факультет международных отношений и политических исследований, председатель Международного консультативного совета
- 2012—2017 — университет Хельсинки, Александровский институт, Finland Distinguished Professor
- 2017 — настоящее время — университет Хельсинки, Александровский институт, Professor of Russian Politics

Автор и/или редактор свыше 20 книг, автор более 150 научных статей по проблемам современной российской и постсоветской политики. Член редакционных коллегий и редакционных советов журналов «Политические исследования», «Вестник Пермского университета. Политология», European Political Science, International Journal of Urban and Regional Research, Demokratizatsiya, ассоциированный научный редактор журнала Russian Politics. Участвует в различных научно-популярных проектах, занимается публицистикой.

## Общественная позиция
Активист российского демократического движения в Ленинграде-Петербурге (1989—1996), член Центральной избирательной комиссии с совещательным голосом от движения «Яблоко» (1995).
В феврале 2022 подписал открытое письмо российских учёных и научных журналистов с осуждением вторжения России на Украину и призывом вывести российские войска с украинской территории.

## Публикации
- Трансформация в России: политический режим и демократическая оппозиция. — М.: МОНФ, 1999. — 240 с. (серия «Монографии», N7).
- Автономия или контроль? Реформа местной власти в городах России, 1991—2001. СПб; М.: Европейский университет в Санкт-Петербурге; Летний сад, 2002, 380 с; соавторы: С. Рыженков, Е. Белокурова, Н. Борисова (серия «Труды факультета политических наук и социологии», выпуск 7).
- Making and Breaking Democratic Transitions: The Comparative Politics of Russia’s Regions. Lanham, MD: Rowman and Littlefield, 2003, 310 p.; co-authors S. Ryzhenkov, M. Brie.
- Реформа местной власти в городах России, 1991—2006. СПб: Норма, 2008, 368 с. Архивная копия от 10 июня 2016 на Wayback Machine соавторы: С.Рыженков, Е.Белокурова, Н.Борисова.
- The Politics of Sub-National Authoritarianism in Russia (Ashgate, 2010, co-edited with C.Ross)
- Resource Curse and Post-Soviet Eurasia: Oil, Gas, and Modernization (Lexington Books, 2010; co-edited with O.Marganiya)
- Из огня да в полымя: российская политика после СССР. СПб: БХВ-Петербург, 2013
- Reexamining Russia’s Economic and Political Reforms, 1985—2000: Generations, Ideas, and Changes. Lanham, MD: Lexington Books, 192 pp. Архивная копия от 16 апреля 2015 на Wayback Machine 2014 (co-authors O. Marganiya, D. Travin).
- Authoritarian Russia: Analyzing Post-Soviet Regime Changes. Pittsburgh: University of Pittsburgh Press, 2015, 208 p.
- (Ed.) Authoritarian Modernization in Russia: Ideas, Institutions, and Policies. Routledge, 2017[7].
- Политические основания «недостойного правления» в постсоветской Евразии: наброски к исследовательской повестке дня. Архивная копия от 22 августа 2016 на Wayback Machine — СПб.: Издательство Европейского университета в Санкт-Петербурге, 2016. — 34 с. — (Серия препринтов; М-49/16; Центр исследований модернизации).
- Российский путь: идеи, интересы, институты, иллюзии[8]. — СПб.: Издательство Европейского университета в Санкт-Петербурге, 2017. — 302 с. — ISBN 978-5-94380-241-6 (соавторы — Д. Я. Травин, А. П. Заостровцев).
- «Недостойное правление»: политика в современной России. Архивная копия от 15 декабря 2019 на Wayback Machine — СПб.: Издательство Европейского университета в Санкт-Петербурге, 2019. — 254 с.
- The Russian Path: Ideas, Interests, Institutions, Illusions. Ibidem Verlag, 2020[9] (co-authors D. Travin, O. Marganiya)[10].
- Конституционные механизмы «недостойного правления»: случай России. — СПб.: Издательство Европейского университета в Санкт-Петербурге, 2021. — 36 с. — (Серия препринтов; М-85/21 Архивная копия от 29 июня 2021 на Wayback Machine; Центр исследований модернизации).
- Гельман В.Я. Авторитарная Россия: Бегство от свободы, или Почему у нас не приживается демократия. — Говард Рорк, 2021. — 336 с. — ISBN 978-5-906067-06-7.
- Гельман В. Я., Обыденкова А. В. Изобретение «наследия прошлого»: стратегическое использование «хорошего Советского Союза» в современной России[11]. — СПб.: Издательство Европейского университета в Санкт-Петербурге, 2022. — 36 с.
- The Politics of Bad Governance in Contemporary Russia. — Ann Arbor: University of Michigan Press, 2022. — 232 p. — ISBN 978-0-472-90298-9

## Награды
- Лауреат премий журнала Europe-Asia Studies (1999), Российской ассоциации политических наук (2002, 2007, 2013) и Российского общества социологов (2011).
- Финалист премии «Просветитель» 2022 года в номинации «ПолитПросвет» за книгу «Авторитарная Россия: Бегство от свободы, или Почему у нас не приживается демократия»[12].
- Почетный доктор университета Мальме (2024).